# BGL Luxembourg Open 2016
BGL Luxembourg Open 2016 byl tenisový turnaj pořádaný jako součást ženského okruhu WTA Tour, který se hrál na krytých dvorcích s tvrdým povrchem DecoTurf komplexu Kockelscheuer Sport Centre. Probíhal mezi 17. až 22. říjnem 2016 v lucemburském hlavní městě Lucemburku jako dvacátý šestý ročník turnaje.
Turnaj s rozpočtem 250 000 dolarů patřil do kategorie WTA International. Nejvýše nasazenou hráčkou ve dvouhře se stala světová jedenáctka Petra Kvitová z České republiky. Jako poslední přímá účastnice do dvouhry nastoupila 96. hráčka žebříčku Mona Barthelová z Německa.
Na třetí pokus uspěla ve finále na zdejších dvorcích rumunská tenistka Monica Niculescuová, která tak získala třetí singlový titul na okruhu WTA Tour. V deblové soutěži si pátý společný triumf připsal pár Kiki Bertensová a Johanna Larssonová.

## Distribuce bodů a finančních odměn

### Distribuce bodů
| Soutěž  | vítězky | finalistky | semifinalistky | čtvrtfinalistky | 16 v kole | 32 v kole | Q  | Q3 | Q2 | Q1 |
| ------- | ------- | ---------- | -------------- | --------------- | --------- | --------- | -- | -- | -- | -- |
| dvouhra | 280     | 180        | 110            | 60              | 30        | 1         | 18 | 14 | 10 | 1  |
| čtyřhra | 280     | 180        | 110            | 60              | 1         | —         | —  | —  | —  | —  |

### Finanční odměny
| Soutěž                              | vítězky  | finalistky | semifinalistky | čtvrtfinalistky | 16 v kole | 32 v kole | Q3    | Q2    | Q1    |
| ----------------------------------- | -------- | ---------- | -------------- | --------------- | --------- | --------- | ----- | ----- | ----- |
| dvouhra                             | 34 667 € | 17 258 €   | 9 113 €        | 4 758 €         | 2 669 €   | 1 552 €   | 810 € | 589 € | 427 € |
| čtyřhra                             | 9 919 €  | 5 161 €    | 2 770 €        | 1 468 €         | 774 €     | —         | —     | —     | —     |
| částka ve čtyřhře je uvedena na pár |          |            |                |                 |           |           |       |       |       |

## Ženská dvouhra

### Nasazení
| Stát                          | Hráčka              | WTA | Nasazení |
| ----------------------------- | ------------------- | --- | -------- |
| Česko                         | Petra Kvitová       | 11. | 1.       |
| Dánsko                        | Caroline Wozniacká  | 22. | 2.       |
| Nizozemsko                    | Kiki Bertensová     | 23. | 3.       |
| Francie                       | Caroline Garciaová  | 25. | 4.       |
| Německo                       | Laura Siegemundová  | 29. | 5.       |
| Japonsko                      | Misaki Doiová       | 31. | 6.       |
| Kanada                        | Eugenie Bouchardová | 45. | 7.       |
| Švédsko                       | Johanna Larssonová  | 47. | 8.       |
| Žebříček WTA k 10. říjnu 2016 |                     |     |          |

### Jiné formy účasti
Následující hráčky obdržely divokou kartu do hlavní soutěže:
- Océane Dodinová
- Mandy Minellaová
- Francesca Schiavoneová

Následující hráčky si zajistily postup do hlavní soutěže v kvalifikaci:
- Lauren Davisová
- Kristýna Plíšková
- Tereza Smitková
- Carina Witthöftová

### Odhlášení
před zahájením turnaje
- Anna-Lena Friedsamová → nahradila ji Denisa Allertová)

v průběhu turnaje
- Caroline Wozniacká

## Ženská čtyřhra

### Nasazení
| Stát                                                                       | Hráčka                 | Stát    | Hráčka             | WTA  | Nasazení |
| -------------------------------------------------------------------------- | ---------------------- | ------- | ------------------ | ---- | -------- |
| USA                                                                        | Raquel Atawová         | USA     | Abigail Spearsová  | 40.  | 1.       |
| Nizozemsko                                                                 | Kiki Bertensová        | Švédsko | Johanna Larssonová | 84.  | 2.       |
| Německo                                                                    | Anna-Lena Grönefeldová | Česko   | Květa Peschkeová   | 97.  | 3.       |
| Nizozemsko                                                                 | Demi Schuursová        | Česko   | Renata Voráčová    | 142. | 4.       |
| Žebříček WTA k 10. říjnu 2016; číslo je součtem umístění obou členek páru. |                        |         |                    |      |          |

### Jiné formy účasti
Následující pár obdržel do čtyřhry divokou kartu:
- Julia Boserupová /  Mandy Minellaová
- Sie Šu-jing /  Sie Šu-wej

## Přehled finále

### Ženská dvouhra
- Monica Niculescuová vs.  Petra Kvitová, 6–4, 6–0

### Ženská čtyřhra
- Kiki Bertensová /  Johanna Larssonová vs.  Monica Niculescuová /  Patricia Maria Țigová, 4–6, 7–5, [11–9]